# McConnelsville (Ohio)
McConnelsville es una villa ubicada en el condado de Morgan en el estado estadounidense de Ohio. En el Censo de 2010 tenía una población de 1784 habitantes y una densidad poblacional de 363,1 personas por km².

## Geografía
McConnelsville se encuentra ubicada en las coordenadas 39°39′39″N 81°50′28″O / 39.66083, -81.84111. Según la Oficina del Censo de los Estados Unidos, McConnelsville tiene una superficie total de 4.91 km², de la cual 4.62 km² corresponden a tierra firme y (5.9%) 0.29 km² es agua.

## Demografía
Según el censo de 2010, había 1784 personas residiendo en McConnelsville. La densidad de población era de 363,1 hab./km². De los 1784 habitantes, McConnelsville estaba compuesto por el 93.33% blancos, el 2.35% eran afroamericanos, el 0.73% eran amerindios, el 0.45% eran asiáticos, el 0% eran isleños del Pacífico, el 0.56% eran de otras razas y el 2.58% pertenecían a dos o más razas. Del total de la población el 1.35% eran hispanos o latinos de cualquier raza.